# جونگ نا اون
جونگ نا اون (کره‌ای: 정나은؛ زادهٔ ۲۷ ژوئن ۲۰۰۰) بدمینتون‌باز اهل کره جنوبی است.